# Pectinariidae
Pectinariidae (лат.) — семейство кольчатых червей отряда Terebellida из подкласса Sedentaria класса многощетинковых.

## Описание
Морские многощетинковые черви. Pectinariidae обычно имеют длину около 10—20 мм. Очень крупный новый вид Amphictene, выловленный у рифов Аброльских островов (Западная Австралия), достигал 35—97 мм в длину и 10—26 мм в ширину. Пектинарииды легко узнаваемы по трубке из сцементированных песчинок, напоминающей рожок мороженого. У них также есть характерный набор золотистых лепестков paleae (чешуевидных хет) вокруг рта, которые они используют для рытья в мягких отложениях. Пектинарииды характеризуются наличием редуцированного протомиума, который полностью сросся с перистомиумом; последний редуцирован до губ вокруг рта. Антенны отсутствуют. Перистомиальные пальпы (буккальные щупальца) желобчатые и вставлены на губы или вокруг них, и не могут быть втянуты в буккальную полость.
Обитают в плавно сужающейся, бивнеобразной, очень хрупкой песочной трубкой. Трубка состоит из одного слоя песчинок. Золотистые лепестки-paleae могут эффективно закрывать вход в трубку и защищать червя от поедания хищниками.
Все виды являются морскими, хотя некоторые из них были зарегистрированы в мелководных защищенных бухтах, где соленость воды может понизиться после сильного дождя. Наибольшая глубина, на которой они были зарегистрированы, составляет более 2000 м. Вид Pectinaria gouldii является добычей различных рыб и может быть важным компонентом рациона для некоторых видов.

## Систематика
Известно 5 родов и более 70 видов. Семейство Pectinariidae было впервые создано в 1866 году.
- Amphictene Savigny, 1818 — иногда включают как подрод в Pectinaria
- Cistenides Malmgren, 1866 — иногда включают как подрод в Pectinaria
- Lagis Malmgren, 1866 — иногда включают как подрод в Pectinaria
- Pectinaria Savigny, 1818
- Petta Malmgren, 1866